# Ігнатьєв Радіон Генадійович
Ігнатьєв Радіон Геннадійович —  український лікар-невролог, суспільний діяч, експерт у медичних телевізійних проектах.

## Освіта
Отримав освіту в Національному медичному університеті імені О.О. Богомольця за спеціалізацією - лікарська справа.
Пройшов стажування та підвищення кваліфікації в США (Лос Анджелес, Сан-Франциско), а також в Іспанії (Марбелья).

## Професійна діяльність
У лікуванні пацієнтів використовує авторські методики мануальної терапії та остеопатії, лікувальної фізкультури, кінезіотейпування.

## Публічна діяльність
Є автором більш ніж 500 медичних статей, постійний експерт на телебаченні (СТБ – «За живе», Новий канал – «Абзац», Інтер – «Один за всіх», Украина – «Говорить Україна», Тоніс та інше ,  , , , , .